# هاشم‌آباد (جلگه)
هاشم‌آباد روستایی در دهستان امامزاده عبدالعزیز بخش مرکزی شهرستان هرند استان اصفهان ایران است.

## جمعیت
بر پایه سرشماری عمومی نفوس و مسکن در سال ۱۳۹۵ جمعیت این روستا ۹۳ نفر (۳۲خانوار) بوده‌است.